# Sfântu Gheorghe (gmina w okręgu Jałomica)
Sfântu Gheorghe – gmina w Rumunii, w okręgu Jałomica. Obejmuje miejscowości Butoiu, Malu i Sfântu Gheorghe. W 2011 roku liczyła 2038 mieszkańców. 